# Paul Hunter
Paul Hunter, född 14 oktober 1978 i Leeds, West Yorkshire, England, död 9 oktober 2006 i Huddersfield, West Yorkshire, England, var en engelsk professionell snookerspelare.

## Karriär
Hunters största framgångar nåddes i The Masters, en turnering han vann 2001, 2002 och 2004. Vid samtliga tillfällen vann han med 10-9 i finalen efter att tidigare ha legat under. I VM hade Hunter inte motsvarande framgångar, han nådde som bäst semifinal 2003, där han föll mot Ken Doherty med 16-17 efter att ha varit i ledningen 15-9 inför den sista sessionen. Hunter vann dock tre andra rankingtitlar under karriären, Welsh Open två gånger och British Open en gång.
Hunter var mycket populär bland fansen, och hans utseende gjorde att han fick smeknamnet "Beckham of the Baize", snookerns motsvarighet till David Beckham. Han gifte sig 2004 med sin flickvän Lindsey Fell, och fick tillsammans med henne dottern Evie Rose 2006.

## Sjukdom och död
I april 2005 offentliggjordes att Hunter led av en ovanlig form av koloncancer. Trots detta fortsatte han att tävla under 2005 och 2006, men sviterna av cellgiftsbehandlingen bidrog till att han endast vann en tävlingsmatch under säsongen 2005/06. Det var tänkt att Hunter skulle avstå från spel säsongen 2006/07 för att på heltid behandlas för sin sjukdom, men kort före sin tjugoåttonde födelsedag avled han.

## Titlar

### Rankingtitlar
- Welsh Open 1998, 2002
- British Open 2002

### Andra titlar
- Masters 2001, 2002, 2004